# Szek-butil-amin
A szek-butil-amin szerves vegyület, amin, képlete CH3CH2CH(NH2)CH3. Színtelen folyadék. A bután négy izomer aminjának egyike, a másik három az n-butil-amin, a terc-butil-amin és az izobutil-amin. A vízi élőlényekre rendkívül ártalmas.
Fungicidként használják.

## Szerkezete
A butil-amin egyik szerkezeti izomere. Királis vegyület, két enantiomer formája létezik.

(R)-enantiomer (balra) és (S)-enantiomer (jobbra)

## Biztonságtechnikai adatok
Mérsékelten mérgező, továbbá gyúlékony és korrozív.

## Fordítás
Ez a szócikk részben vagy egészben  a   Sec-Butylamine című angol Wikipédia-szócikk ezen változatának fordításán alapul.  Az eredeti cikk szerkesztőit annak laptörténete sorolja fel. Ez a jelzés csupán a megfogalmazás eredetét és a szerzői jogokat jelzi, nem szolgál a cikkben szereplő információk forrásmegjelöléseként.